# コジロウ (アニメポケットモンスター)
コジロウは、任天堂のゲームソフト『ポケットモンスター』シリーズを原作とするアニメ『ポケットモンスター』シリーズに登場する架空の人物。声優は三木眞一郎。

## プロフィール
- 出身地：カントー地方のどこか
- 職業：ロケット団員
- 年齢：25歳[注 1]
- 登場時期[注 2]：OVAを除く全シリーズ
- 主な経歴
  - アズマオウフィッシング大会:出場
  - 草ポケモントーナメント大会（ウツボットを使用）:1回戦敗退
  - ポケモン気球レース:反則負け
  - からくり屋敷大会:出場
  - ポケリンガクロスゲートタウン大会:準優勝
  - ポプリ島ポケモンオリエンテーリング大会:優勝
  - ポケモンなりきり大会:出場
  - ポケリンガ・ウインドタウン大会:1回戦敗退
  - ポケモンコンテスト・スイレン大会（風邪を引いたムサシの代わりに、ムサシに変装して出場）:優勝
  - ホタチ島・ホタチキング決定戦:反則負け（ムサシと一緒にニャースをフタチマルに化けさせたため）
  - ポケモンスカイリレー：失格（ニャースをペリッパーのメカで出場し、それが壊れてそのまま巻き込まれて飛んでいって退場）
  - メレメレ島ポケモンパンケーキレース:失格（キテルグマに化けたニャースとソーナンスがゴール直前に現れたキテルグマ本人に妨害されて正体をばれてしまい、そのまま連れ去られて退場）
  - デンヂムシレース・コケコカップ：失格（ムサシと一緒にニャースがデンヂムシのメカを操縦した後、現れたキテルグマに連れ去られて退場）
  - クワガノンレース: 失格  (ムサシと一緒にニャースがクワガノンのメカを操縦した後、現れたキテルグマとヌイコグマ親子に連れ去られて退場)

## 各国の日本国外名
- 英語：James
- フィンランド語：James
- 韓国語：ロイ(ハングル：로이)

## 人物
ロケット団に所属する男性団員で、ムサシとニャースのパートナー。髪は青く瞳は緑。ムサシと同様に、他のロケット団員とは異なる白い制服を勝手に着ている。BW編では隠密行動時は黒いロングコートと帽子、サングラスを着用する。またBW編初期のみ、黒い制服を着用していた。
ムサシ同様ナルシストだが、ムサシに比べると常識的な部分が多く少々ナイーブ。初期はキザな言動を見せることが多かったが、物語が進むにつれて人の良さや少々ヘタレな部分も強調されるようになる。少年時代やロケット団訓練所のエピソードを見ると、昔はわざとキザに振舞っていただけで、お人好しな性格の方が素のようである。普段の一人称は「俺」だが、親族や幼い頃からの関係者の前だと「僕」になることが多い。
ロケット団としてターゲットにしていないポケモンに対してはムサシやサトシ同様に、他のトレーナーや悪の秘密結社のように、自分のポケモンに対しても「使えない」「弱いから」といった理由で逃がしたり、交換したりはしない（下記のコイキング→ギャラドスやウツボットの様に騙されて半ば強制的に交換させられたものは除く）。手持ち・野生にかかわらず優しく、特に手持ちのチリ―ンとマネネは半ば親馬鹿なほど大切にしており、ムサシやサトシ同様にマタドガスやサボネア・チリーンとの別れの際にも、ポケモン達の意思を尊重し、将来と幸せを願っての決断だった。XY編では、カラマネロ一味にサトシやムサシらが捕らわれ、何とか難を逃れたが、マーイーカが、以前コジロウが洗脳されたことへの復讐に燃え、同じく難を逃れたシトロンや野生のポケモン達と協力し、カラマネロ一味を撃退した。その際にリーダーシップを発揮し、その後、野生のポケモン達を守るリーダーとして野生のマーイーカらの所に置いていこうとしたコジロウに対し、マーイーカは「ロケット団といることが一番幸せだ」と宣言して仲間を振り切ってコジロウの元に戻った。SM編でもヒドイデが自分とそっくりな初恋のヒドイデ(色違いの個体)と再会した際には「俺が買ってやれなかったサニーゴの角を持ってきていた。そして進化までした。そこまで思ってくれるポケモンと一緒にいた方が幸せになれる」と話し、ヒドイデの将来の為に手放す事を考えたが、ヒドイデは別れようとはせず、コジロウに対する想いが初恋の相手よりもあるなど、サトシ同様手持ちのポケモンからも懐かれており、そのポケモンたちには愛情表現に近い形で噛み付いたりするものも存在する。野生ポケモンをゲットする際もエサをあげたりしてゲットする事が多い。また、ポケモンとの絆が試される「ポケモンオリエンテーリング」という競技ではムサシたちが他のトレーナーを妨害していた中でも正々堂々と取り組み、マネネとパートナーを組み優勝したり、ムサシの代わりに変装してポケモンコンテストに出場して優勝する（ムサシ曰く「私より魅せてる」）など、ポケモンコーディネーターとしての資質も備えており、サボネアと別れた後は悲しみから深く落ち込んだり、サボネアがドレインパンチを完成させたことを知ると感激するなど、ロケット団員とは思えないほどポケモンを愛しているといえる。主にくさタイプのポケモンを多く持つ傾向にあり、よく好かれているポケモンもくさタイプが多い。
珍しいポケモンや強いポケモン、サトシのピカチュウをいつも狙って捕獲しているが、毎回返り討ちに合っている。しかし、世界が破滅する事には否定的で、サカキが暴走しイッシュ地方を破滅しようとする際に止めたり、他の悪の秘密結社(マグマ団・アクア団・ギンガ団、プラズマ団、フレア団等）のボスが部下を見捨てたり、自分の事しか顧みず計画を実行したりする際にはサトシ同様に怒りの姿勢を見せている。その時だけはサトシ達と利害が一致する為、敵でも一時休戦と称してサトシ一行や国際警察のハンサムらに協力している。
SM編では一時、ザオボーの部下となるが、当初から彼に対しては嫌悪感を覚えており、多額の報酬と引き換えにリーリエのウルトラビーストに関する過去の記憶を消すために連れてくるように命令された際、ザオボーのスリーパーのさいみんじゅつで記憶を消すことができると話された際には怒りを露にして彼と決裂、作戦中だったにもかかわらずムサシやニャースと共に撤退した。
ロイヤルマスク(ククイ博士)の大ファンでもあり、副業のアルバイト活動をムサシやニャースに任せ、ショーを観に行く程。そのショーにて、本来のククイがサトシやバーネットと共に一緒にショーに観戦しなければならなくなった為、マーレインに自らの代わりにロイヤルマスクになるように頼み、マーレインがロイヤルマスクの姿になった際、着替えている姿を見たコジロウは、その上記の経緯もあり、仲違いの末に決裂したにもかかわらず、同様にそのショーを観に来ており、コジロウと共に目撃した同じくロイヤルマスクの大ファンであるザオボーと協力し、2人で「神聖なロイヤルマスクのお面を盗むとは何事だ！」と激怒し、縄で縛りつけるなど(これは後に勘違いと分かり、その後ザオボーがロイヤルマスクになり、ガオガエンは登場ククイでも当初、代わりにロイヤルマスクになる予定だったマーレインでも無いことを知りながらも、ショーの本番なので、仕方なく、得意技「DDラリアット」を出したが、当然、いつもの様に上手くいかず、逆にハプニングに巻き込まれたものの、終盤に本来のククイがロイヤルマスクとして登場し、事なきを得た)をした。
初期には女装好きという一面もあり、ことあるごとに女装姿を披露していた。ムサシが男装、コジロウが女装するシーンが数多く見られる。
ポケモンのことはお菓子のおまけのカードや市販されているポケモンカードなどである程度は勉強しているので、ムサシよりは戦略を考えてバトルをすることが多い。
趣味は瓶の王冠集め。相当なレア物も持っているほか、拾った王冠の年代・生産状況を即座に言い当てるなど王冠集めへの熱中は激しい。また、瓶の王冠だけでなく牛乳瓶の蓋なども持っている。しかしことあるごとにムサシやニャースにばらまかれたりしている。XYでは集めていた王冠コレクションを母親により捨てられた経験からセレナのテールナーが折れてしまった枝にこだわる気持ちに同情して、その理由をセレナに説明していた。これに加えてSMではモンスターボールのコレクションも始めていたが、その内のゴージャスボールはムサシによってミミッキュのゲットに使用されてしまっている。この他、後述の通り実家が非常に裕福であった為、庭にトサキントを大量に囲ったプールを持っており、夏になる度にトサキントすくいに興じていたという。その腕はもはや達人の域に達しており、DPでフタバ祭りでのアルバイト先でトサキントすくいの男との本気のバトルが勃発した際には、圧倒的な実力を見せ勝利してもいる。また、釣りへの興味があり、新無印でサトシやゴウの釣り道具選びに助言した。コジロウが太鼓判を押したオクタンルアーでゴウはシンオウ地方リゾートエリアのぬしコイキングを釣り上げた。
貧乏だったムサシとは対照的に、コジロウの実家は世界有数の大財閥である。子供の頃はガーディの「ガーちゃん」をペットにしていた。しかし礼儀作法に厳しくしきたりに捕らわれた生活や、両親（声 - 梁田清之、兵藤まこ）が決めた許嫁であるルミカとの結婚を嫌がり、家を飛び出した。当時ありのままの自分を受け入れてくれたのは、別荘で傷付いた野生のポケモン達を保護する老夫婦だけであり、彼らの優しい人柄を心から慕っている。バトルフロンティア編においてチリーンを介抱するべく別荘を訪れた際、止む無く会社の社長になったと嘘をついていたが、終盤チリーンを預けてマネネを伴う際に真相を夫婦に話した。
コジロウ本人は上記の生活に不満を抱いていたものの、根がお人好しのせいか親のことを完全に嫌うことはできず、家を捨てた今でも両親のことは「パパン」「ママン」と呼ぶ。どうしても耐えられなかったとはいえ、両親と婚約者から逃げ出したことを多少負い目に感じていたらしく、訓練所時代は「（どんなことからも）逃げたことはない」が口癖だった。
家を出た後はチャリンコ暴走族に入団する。チャリンコ暴走族時代は、メンバー中で唯一補助輪付きの自転車に乗っていたため、「補助輪のコジロウ」と呼ばれていた。このチャリンコ暴走族にはムサシも所属していたが、当時はお互いに面識がなかった。また、ポケモンゼミの入学試験を受けるものの落ちている。なお、ポケモンゼミはムサシも受験し不合格になっているが、チャリンコ暴走族時代と同じく直接の面識はなかったようである。その後ムサシとはロケット団員の訓練所で初めて顔を合わせた。
初期の頃は他の一般団員の指揮を務めたり、ボスであるサカキから直々に命令が下されるなどのシーンがある。これは相棒のムサシと共にコジロウが元々はエリート候補の団員であるためだが、サトシ達と出会って以降は失敗の連続であるため、エリートから外された。BWではムサシやニャースと同様、再びサカキから直接指令が下されるなど、地位が向上しつつある。
XYではメカニックな一面も見せ、サトシたちとの戦いに登場するポケモン拘束装置や戦闘メカもほとんどがコジロウが作ったり操作したりしている。その技術は敵であるはずのシトロンやプラターヌ博士が感心してしまうほどである。またカラクリにも目がないほど好きなようである。また、サトシほどではないが身体能力は相当なものであり、ピカチュウの電撃や強力な攻撃技を受けても平然としていたり、ヒドイデやドヒドイデの毒にやられても自力で回復したり、ドククラゲの触手を掴んでそのままぶん投げるなどといった並外れた行動力も見せる。
アローラリーグにて初めてコジロウ単独でZワザを使用しており、その時の掛け声は「共に苦労を分かち合い…ここまで……来たんだ！俺たちの全力！見せてやるぜ！ブラックホールイクリプス！！」
首藤剛志による小説版では、初登場の際「子供の頃から大人しく影が薄いと言われていたので、泥棒のくせにやたらと写真写りを気にする」と描写されている。

## 略歴
家出後にチャリンコ暴走族を経て、ロケット団に入団する。
養成所でムサシとニャースと出会い、チームを結成する。抜群の成績で養成所を卒業したため当初はエリート候補と目されていたが、サトシのピカチュウを狙い始めてから殆ど成果を出せず、ダメ団員の烙印を押されてしまう。金銀編では1度ムサシやニャースと共に自分の知らないうちにロケット団を強制的に辞めさせられてしまうが、そのことを知った直後に再入団を果す。
AG編ではサカキからホウエン地方にロケット団の支部を作るよう指示されたが、結局命令を果たせなかった。そのためかDP編ではついにサカキから存在を忘れられてしまっている。
ホウエン地方に到着後からポケモンコンテストに積極的に大会に出場するようになったムサシとは対照的に、自身はニャースとともに裏方に回る事が多い。一方で「ポケモンオリエンテーリング」や「ポケリンガ」など、ポケモンとの絆を試される大会にはよく出場し、好成績を出す事も多い。
DPでは、一度だけムサシの代役としてムサリーナに変装してコンテストに出場し、見事優勝した。
BWではサカキからの密命を受け、イッシュ地方へ派遣される。その際、それまでゲットしたポケモンはイッシュ地方には生息しない関係で目立つ為、基地に預けられた。ムサシ同様コミカルな面がなくなり、サトシたちに吹き飛ばされる前に逃げるなど悪役らしさが増しており、仲間内ではハッキングに長けている面が明かされ、シッポウ博物館での隕石強奪などの作戦ではシステム担当を担う場面が多い。23話ではムサシと共にDP編以前の白い制服に戻ったが、戦闘能力や計画性の高さ等はBW開始当初と同様である。とはいえ空腹で紛れ込んできたデスマスにポケモンフーズを与えたり、46話ではロケット団をクビになったと偽ってサトシたちに同行しているニャースを気にする様子が見られたりと、お人好しな性格は相変わらずである。イッシュ制圧計画「オペレーションテンペスト」が失敗した後はサカキたちと共にカントーへ一時撤収した。『エピソードN』において、ムサシ、ニャースと共にイッシュ地方に再び降り立ち、この頃からは再びサトシたちに吹き飛ばされてしまうようなコミカルな路線に戻される。『XY』でサトシ達より先にカロス地方に旅立った。
SMではサカキの命令のもと、アローラ地方に降り立つ。第73話でクチナシから紫色のZパワーリングを授けられた。128話でククイ博士が開催する、アローラリーグに「デコジロー」名義でロイヤルマスクとバトルするために参加。ムサシ同様戦わずに予選を突破したが、トーナメント戦にてムサシと対戦することになる。そして、ムサシを勝たせるためにわざと負けようとするが、ヒドイデが本気を出したためにムサシの勝利を忘れ、自分も本気を出し、容赦ない攻撃でムサシに勝利し、トーナメント戦を突破した。2回戦でグラジオと対戦するも敗退。最終話でサカキに本部帰還命令を命じられ、ヒドイデにアローラ支部を任してそのまま残し、カントーへ帰還した。
PM2では第3話から登場。
現在の手持ちはマネネ、マスキッパ、デスマス、モロバレル、マーイーカ、モルペコ。その他、PM2ではムサシ同様ロケット・ガチャットから出たポケモンを使用している。

## コジロウのポケモン

### 無印編から登場したポケモン

#### マタドガス
ドガース→マタドガス
- 声 - 石塚運昇
- 性別 - ♂
- 登場時期：PM・AG・HT・MV

AG6話までのコジロウのポケモンの代表格。2話から登場。サカキからお歳暮で貰ったポケモン。主に煙を巻いてサトシたちから逃げる時に活躍。31話でムサシのアーボがアーボックに進化したのと同時に進化する。逃走時に「えんまく」を使うことが多い。17話でコジロウとはぐれた時は間延びした口調で会話したり、53話で襲撃した幼稚園の園児たちにボールの如く遊ばれても動じないなど、のんびりとした一面が目立つ。アーボック同様やられ役のイメージが強いがバトルの実力は高く、特に「ヘドロこうげき」は毒のダメージを与えたり、相手の視界を奪うために使われることが多く、サトシたちのポケモンを何度も苦戦させていた。電気や炎がガスに引火し爆発してしまうが、その爆発はポケモンセンターを跡形もなく崩壊してしまうほど（2話）で、初期の頃は爆発する場面が多かった。
KT編ではコジロウの主力としてバトルの出番も多かったが、OS編以降はウツボットが主力になった為、逃走時の煙幕要員専属となる。ただし、KG編でジョウト地方のジムリーダー（アカネ、マツバ、ヤナギ、イブキ）と対峙した際にはウツボットに代わってバトルしている。ムサシに強制レンタルされることも多く、人を乗せても浮遊することができるため、海などで浮輪代わりとなって移動手段として使われることもある。しかし、それ故に水中戦は苦手で61話のハナダジムでの戦いでは水中で出た瞬間、溺れてしまった。
ウツボットと比べるとコジロウから思い入れを抱かれることはなかったが、17話でニャースに命令された時はアーボと共に「ご主人じゃないから」という理由で無視する、日頃の不満を屋台でぶちまける一方で彼に確かな忠誠心を抱いている一面を見せる、別れの際には涙を流していることなどから他のポケモン達同様コジロウを慕っている。また、単なる悪役とは違った、憎めない一面を見せる事も多い。
マタドガスに進化してからは、二つの顔の声を毎回別々に収録していた。声は両方石塚運昇によるもの。
AG6話でポケモンハンターのリョウ（声 - 中村大樹）から野生のドガースやアーボたちと自身やアーボックの身を守るため、涙を呑んでコジロウと別れる。
「めざせポケモンマスター」の第9話では回想のみ登場。
使用技は「ヘドロこうげき」、「たいあたり」、「えんまく」、「どくガス」、「スモッグ」、「だいばくはつ」。

#### ギャラドス
コイキング→（ギャラドス）
- 声 - 石塚運昇
- 登場時期：KT

15、16話に登場。期間限定のコジロウのポケモン。サントアンヌ号でコイキング売りの親父の「黄金のタマゴを産む」という嘘に騙されたコジロウに（ムサシの前借りも含めて）3万円で買われた。ポケモンバトルでも使用されたが、「はねる」だけで何の役にも立たなかった。16話で漂流し食料が不足した際、ニャースに食べられそうになるが、硬い鱗のためにニャースの歯が欠けてしまった。そしてコジロウに蹴飛ばされた際、怒りでギャラドスに進化した（ギャラドスにトラウマのあるカスミはかなり慌てていた）。コジロウは自分が親だと言い聞かせたが、一度捨てたギャラドスが言う事を聞くはずもなく、他のギャラドスを呼んで竜巻を起こし、「りゅうのいかり」でサトシ達とロケット団を巨大ポケモン（巨大ポケモンは後にロボットだったことが判明）の島まで飛ばしてしまう。モンスターボールは通常のものに金メッキが施されたもの。この件でコジロウはコイキングそのものを憎むようになり、進化形のギャラドスに関しては相性が悪いと語った。
使用技は「はねる」、「りゅうのいかり」（進化後）。

#### ガーディ
ガーディ
- 声 - 小形満
- 登場時期：KT・DP

48話でコジロウが実家に帰ったときに登場したゲストポケモン。ニックネームは「ガーちゃん」。幼いころのコジロウが実家での囚われた生活の中では唯一の相談相手でもあり、友達でもあった。ガーディもコジロウが子供の頃から可愛がっていたことから、彼に忠実。実家から脱出したコジロウに付いて行くことはなく、その代わりに家のことを頼まれた。
DP153話において再登場。変装していたコジロウを1発で見破った。
ルミカのラフレシアを撃退する等、ポケモンとしての実力はかなりのものがある。
使用技は「かえんほうしゃ」、「とっしん」、「ほえる」、「あなをほる」など。

#### ウツボット
（ウツドン）→ウツボット
- 声 - うえだゆうじ（57話 - 96話）→愛河里花子（97話 - ）
- 登場時期：PM

57話から登場。コジロウ初のくさタイプでコジロウに過度になつくくさタイプをはじめとしたポケモンの元祖的存在。元はウツドンだったが、ゲットしてすぐヤマトとコサブロウが任務のために営む育て屋に預けたことでいつの間にか進化し手持ちに加わる。「キャー」という悲鳴のような鳴き声が特徴。ムサシのベロリンガ同様KT編では出番が少なかったがOS編になってから出番が増え、以降はマタドガスに代わりバトルで主力として活躍。128話では日ごろの仕返しも兼ねてムサシのアーボックとタッグを組んで檻に捕まっているサトシに集中攻撃をしかけたり、223話ではコサブロウのカポエラーと互角に戦った。しかし、それ以外では野生のイワークや190話のゲストキャラ・ミキオ（声-郷里大輔）のゴローンを相手に（「まるくなる」を使って防御力を高めていたとはいえ）効果抜群が取れるはずの「はっぱカッター」が効いていなかったり、自身よりも小さな進化前のポケモン（ニョロモ、ナゾノクサ、ポポッコなど）に負けることも多かった。
モンスターボールから出た直後によくコジロウの頭（お尻）に噛み付く。食い意地も張っており、120話ではコジロウの命令を無視してベロリンガと共に木の樹液を夢中で舐め獲ったり、173話ではコジロウが非常食として隠し持っていたチョコレートを奪おうとムサシやニャースと共に襲い掛かったりしている。水を掛けられることが嫌いだが、コジロウはその事に気付いていないのか、水やりの際には豪快に水をかけられており、その際もコジロウを飲み込んでいた（147話など）。
上記からすればコジロウのトレーナーのレベルが低いため、主人のコジロウを嫌っているように思われるが噛み付く行為は愛情表現によるものであるとことが終盤で判明し、またコジロウ自身もウツボットを溺愛しており、拒否反応を見せながらも263話では「苦しい時も辛い時も、側にはいつもウツボットがいてくれた」と豪語する程大切に思っている。『週刊ポケモン放送局』で話題にしたり、寂しさのあまり別個体のウツドンをゲットしようとしたり(AG47話)、「またウツボットに飲まれたい」と嘆いていた(DP31話)こともあった。
吊橋から落ちそうになったサトシ達やロケット団をサトシ達のポケモンと力を合わせて引き上げた後、フシギダネやチコリータと蔓で握手していた。主によく使う技は「つるのムチ」や「はっぱカッター」が多いが、バトルに集中すると「ねむりごな」や「しびれごな」を使うこともある。
263話でコイキング売りの親父がゲットしていた「あまいかおり」を覚えたウツドンと交換され、コジロウの手元から離れてしまう。
「めざせポケモンマスター」の第9話では回想のみ登場。
使用技は「つるのムチ」、「はっぱカッター」、「たいあたり」、「とっしん」、「ねむりごな」、「まきつく」、「しびれごな」、「つるぎのまい」。

#### ウツボット（コイキング売りの親父）
ウツドン→ウツボット
- 声 − 坂口候一
- 登場時期：JT

263話に登場。期間限定のコジロウのポケモン。コイキング売りの親父にいい香りが出るウツドンだと言われ、目を付けたムサシとニャースによってコジロウのウツボットと強制的に交換される。その後、サトシのゴマゾウを倒しウツボットに進化するが、ムサシの頭に噛みついたため、アーボックのずつきで空の彼方へ吹っ飛ばされてしまう。
親父に渡したコジロウのウツボットも飲み込まれて激怒したコイキング売りの親父に空の彼方へ吹っ飛ばされており、吹っ飛ばされた先でお互い異性であった為、二匹が恋に落ちてどこかへ駆け落ちした。
使用技は「あまいかおり」、「つるのムチ」、「はっぱカッター」。

### アドバンスジェネレーションから登場したポケモン

#### サボネア
サボネア
- 声 - 小西克幸
- 登場時期：AG・DP・OA・MV

AG6話から登場。ホウエン地方でロケット団が最初にゲットしたポケモンでもある。ウツボットのポジションを後継する存在。トウカの森でスピアーの大群に襲われていたロケット団を助けた後、コジロウからお礼としてお菓子（クッキー）を貰い一度は別れる。しかし、密かにロケット団の跡を追っており、ロケット団がアーボック・マタドガスとの別れで傷心していた最中に再会を果たす。コジロウに勧められて食べたクッキーのおいしさに喜ぶ笑顔を見たロケット団にも気にいられて「もし良かったら一緒に来ないか？」というコジロウからの誘いを快く承諾、マタドガスが抜けた代わりにコジロウの新たなパートナーとなった。
コジロウによく懐いており、モンスターボールから出た直後よくコジロウに抱きつこうとするが、そのトゲだらけの身体のせいでコジロウは毎回痛い目に遭う（数回だけ抱きつきをかわされたり、AG編では抱きつかなかったこともある）。初登場時には前述のようにスピアーの大群をミサイルばりで追い払い、手持ちになってからも最前線で戦っており数々の相手を倒しているため、実力はそれなりに高い。AG161話では、失恋のショックで技が出せなくなったサトシのジュカインをハブネークと共に集中攻撃を仕掛け、戦闘不能にしている。一方でお化けを恐がったり、水辺の戦闘ではカナヅチ故に溺れてしまうなどの弱点もある。
AGではコジロウの手持ちで唯一の戦闘要員であったが、DPでは新たな主力となったマスキッパに次ぐ二番手の位置に収められている。
DP54話で、ハクタイジムのジムリーダーのナタネに「まだまだ強くなれる」と評価され、サボネアの将来を考えたコジロウによりナタネに預けられる。無印編でサトシのオコリザルがポケモンチャンプとして、金銀編序盤でリザードンがさらなる強さを求めてリザフィックバレーで修行をするために預けたりDP編でエテボース(サトシのポケモンだったが、ヒカリのブイゼルと交換したため、ヒカリのポケモンになった)のポケモンピンポンの強化選手としてスカウトされて修行で別れるなどはあったが、そのロケット団バージョンという形になっている。
その後はコジロウとの特訓でも不完全だった「ドレインパンチ」を完成させ、たくましく成長したことがジュンにより語られている。
「めざせポケモンマスター」の第9話では回想のみ登場。
AG第1期OP『アドバンス・アドベンチャー』ではハブネークと共に本編に先駆けて登場し、コジロウに抱きついていた。
使用技は「ミサイルばり」、「ニードルアーム」、「すなあらし」、「ドレインパンチ」。

#### チリーン
チリーン
- 声 - 吉原ナツキ
- 登場時期：AG・OA・MV

AG84話から登場。コジロウ初のエスパータイプ。ヒワマキシティのフェザーカーニバルで、チリーンに思い出があったコジロウの誘いを快諾してゲットされる。コジロウからは溺愛されており、チリーンも非常にコジロウに懐いている。ロケット団にとって文字通り「癒し」となる音色を出すが、間違えて「おどろかす」を使うこともある。ムサシがコンテストで使用した際は、コジロウは嫌がったものの、一次審査ではパーフェクトな評価を出す。
元々身体が丈夫ではなかったらしく、ロケット団との極貧生活の影響で酷く衰弱してしまい、病気になってしまう（しかしコジロウを気遣って、そのような素振りを見せないようにしていた）。そして療養のため、AG147話でコジロウの別荘の管理人である老夫婦に預けられた。DP70話ではコジロウの回想シーンで登場。
なお、コジロウがアローラリーグに参加した際にはチリーンのデザインが描かれたシャツを着ていた。
「めざせポケモンマスター」の第9話では回想のみ登場。
使用技は「いやしのすず」、「すてみタックル」、「おどろかす」、「まきつく」。

#### マネネ
マネネ
- 声 - 大谷育江、半場友恵（代役）
- 性別 - ♀
- 登場時期：BF・DP・BW・MPM・OA

AG148話から登場。元々はコジロウの別荘の管理人である老夫婦の所に住んでいた。衰弱していたコジロウのチリーンが別荘に預けられる際、落ち込むコジロウを励まそうと自らゲットされた。また、コジロウ初のフェアリータイプのポケモンである。コジロウには尊敬している老夫婦が可愛がっていたポケモンだったこともあってチリーンと同様に溺愛されており、戦闘に出ることはほとんどない。ものまねが好きで、いつも他の人間やポケモンの真似をしている。
ムサシと共にコンテストに出場する他、DP第25話では「くすぐる」でロズレイドのマフラーを奪うなど、ニャースの手助けをした事もあり、手持ちに入ってからは悪人の顔真似をして悪事（というよりもいたずらに近く、本人に悪気はない）を働くことも多くなったが、主人のコジロウの想いを汲んだり、チリーンを介抱しようとするなど優しく社交的な性格。優しくDP33話の「好きです! ポケモンなりきり大会!」では、ものまねを使用しネンドール、チコリータの仮装をし好評価を得、その後サトシたちから逃走中に「バブルこうせん」をものまねするなど戦闘センスは高い。DPの中盤から戦闘要員として登場することが多くなる。BWではロケット団の本部に保管されレギュラーから外れた。
「めざせポケモンマスター」の第9話にて久々に登場、得意の「ものまね」でサトシたちを騙しピカチュウを捕まえようとするも失敗してしまった。
AG第4期OP「バトルフロンティア」やAG第6期ED 「ポケモンかぞえうた」では本編に先駆けて登場している。
BWの第4期ED「みてみて☆こっちっち」の映像では、リザードンに変身したメタモンのものまねをしている。
使用技は「ものまね」、「フラフラダンス」、「くすぐる」。

### ダイヤモンド&パールから登場したポケモン

#### マスキッパ
マスキッパ
- 声 - 阪口大助
- 登場時期：DP・MPM・OA

DP2話から登場。サボネアとは別のウツボットのポジションを後継する存在。ノモセ大湿原で弱っていたところを子供の頃のコジロウに助けられ、ゲットされた。その後はシンオウ地方にある別荘でよく一緒に遊んでいたらしい。長年玩具箱の中にモンスターボールともども仕舞われ忘れ去られていたが、偶然その場所を訪れたコジロウにより玩具箱から脱出。その後はコジロウの手持ちとして同行し、サボネアに代わる主力として活躍。
何年もの間モンスターボールに入れられたまま忘れられていたにもかかわらず、コジロウには非常に懐いている。ウツボットやサボネアと同じく、ボールから出てきたときや吹っ飛ばされたときには愛情表現としてよくコジロウに噛み付く。ノモセ大湿原を訪れた際には初めて出会った時の思い出に共に浸ったり、鋼鉄島での「つるのムチ」の習得を互いに喜び合うなど、コジロウ自身もマスキッパのことをかなり気に入っている。コンテストでヒカリのマンムーと当たった際は、「こおりのつぶて」のパワーアップの弱点を突いて封じ、その後も完全にマンムーを翻弄して勝利する活躍を見せた。BWではロケット団の本部に保管されレギュラーから外れた。
「めざせポケモンマスター」の第9話で久々に登場し、相変わらずコジロウに噛みついている。その後、パンプジンとコンビを組んでサトシのゴウカザル・ルチャブルとバトルする。第11話でもパンプジンとのコンビで登場。サトシのピカチュウによって飛ばされた際、パンプジンと共にムサシ・コジロウ・ニャースの三人に置いて行かれそうになったソーナンスの手を引っ張り、後を追うように飛んでいきながら退場した。
使用技は「かみつく」、「タネマシンガン」、「つるのムチ」、「しめつける」、「エナジーボール」（めざせポケモンマスター）。

### ベストウイッシュから登場したポケモン

#### デスマス
デスマス
- 声 - かないみか
- 性別 - ♂
- 登場時期：BW・MPM

BW23話から登場。本部との通信後、空腹で紛れ込んできた所にコジロウからポケモンフーズを貰い、そのまま心を通わせ自分からゲットされた。コジロウ初のゴーストタイプ。
同じゴーストタイプであるヒトモシと会話できるほか、マタドガス、ハブネークの後釜として、逃走時に「くろいきり」を使用する事がある。また、仮面を盾代わりにして敵の攻撃を防ぐ事も可能。コロモリとのコンビで登場しており、同じゴーストタイプのプルリルとはコンビで登場することは無かった。BW2最終話のみ単独で登場。
BW2最終話でイッシュ地方の成果としてサカキに献上され、コジロウの手持ちから離れた。
「めざせポケモンマスター」の第9話で久々に登場し、この時初めてプルリルとコンビを組む。また、マスクでカスミのコダックを妨害する活躍も見せている。
使用技は「シャドーボール」、「ナイトヘッド」、「くろいきり」、「おにび」。

#### モロバレル
モロバレル
- 声 - 石塚運昇
- 登場時期：BW2N・DA・MPM

BW2N1話から登場。イッシュ地方に戻ってくる際に連れてきたポケモンで、どこでどうゲットしたのかは不明。サボネアやマスキッパとは異なり、コジロウに抱きつくなど行為はしない。
プルリルの「しろいきり」で、自身の「しびれごな」を拡散させるというコンビネーションを発揮している他、バトルの実力も確かで、自身の体重をかけた「のしかかり」はピカチュウすら気絶するほどである。基本的にはプルリルのコンビで登場する事が多いが、BW2N5話以降はコロモリとのコンビで登場する場合もある。BW2Nではデスマスに代わる主力として活躍した。
BW2最終話でイッシュ地方の成果としてサカキに献上され、コジロウの手持ちから離れた。
「めざせポケモンマスター」の第9話で久々に登場し、この時はサボネアやマスキッパと同様にコジロウに抱きついている。メガヤンマとコンビを組んでサトシたちを妨害するも、ルンパッパの「フラフラダンス」で足止めされてしまった。
使用技は「しびれごな」、「のしかかり」、「めざめるパワー」、「キノコのほうし」（めざせポケモンマスター）。

### XYから登場したポケモン

#### マーイーカ
マーイーカ
- 声 - 三宅健太
- 性別 - ♂
- 登場時期：XY・MPM

XY3話から登場。コジロウの朝食のクロワッサンを奪っていく形で登場。その後、昼食のサンドイッチも奪いに現れ、ムサシがバトルしてゲットしようとしたが、墨を吐くばかりで攻撃できないソーナンスだけではバトルにならなかった為、コジロウが残りのサンドイッチを餌にして食べている隙を狙いゲットした。よくパンプジン（バケッチャ）とのコンビで登場する事が多いが、パンプジン（バケッチャ）登場以前のXY3話からXY8話までとXY23話、XY55話、破壊の繭とディアンシー、ピカチュウ、これなんのカギ?ではソーナンスとのコンビで登場した。
コジロウ初のあくタイプ。また、小柄な体格ながら、相性の悪いデデンネにダメージを与えたり、自分より体の大きいライボルトやラプラス、カラマネロを「たいあたり」で吹っ飛ばしたり、「サイケこうせん」で混乱させたりと、バトルの実力は確かなものである。攻撃の際はゲーム同様に逆さまになって攻撃をする。ライボルトの「でんこうせっか」に加え、ピカチュウの「10まんボルト」を2発受けても戦闘不能にならないなど、打たれ強い面もある。よく墨を吐く。この墨は攻撃技ではないため、ソーナンスの「カウンター」、「ミラーコート」等でも防ぐことはできず、相手の視界を奪うために使われることも多い。
間抜けな面もあり、怒っているゴロンダに墨を吹き付け、空へ殴り飛ばされたことも（コジロウからは「火に油を注いでどうする!」とツッコミを入れられている）。その際も特に気にしていないなど、かなり図太い性格の様である。また、XY29話の作戦以降ピカチュウに変装するのを気に入っており、その結果XY82話でサトシ達に正体（ロケット団が変装して騙していたこと）がばれてしまった。ソーナンスほどではないがボールから勝手に出てくることがある。
前述通りクロワッサンが好物のようでXY48話でムサシ・コジロウ・ニャースがクロワッサンの取り合いをしていた際漁夫の利で独り占めした。カラマネロに洗脳された時もこのクロワッサンでコジロウとの絆を思い出して洗脳を跳ね除けた。
コジロウらロケット団との絆は相当に深く、以前にコジロウを洗脳したカラマネロに対して激しい怒りを見せて復讐に燃えていた。また、その後に野生のマーイーカらの所に置いていこうとしたコジロウに対し「ロケット団といることが一番幸せだ」と宣言して仲間を振り切ってコジロウの元に戻った。
SM編ではロケット団の本部に保管されレギュラーから外れた。
「めざせポケモンマスター」の第9話で久々に登場し、コロモリとダブルエスパーのコンビを組む。
使用技は「サイケこうせん」、「たいあたり」、「イカサマ」。

### サン&ムーンから登場したポケモン

#### ヒドイデ
ヒドイデ
- 声 - 武隈史子
- 性別 - ♀
- 登場時期：SM・PM2

SM12話から登場。コジロウ初のみずタイプ。くさタイプでないもののウツボットやマスキッパに近いポジションを持つ。また、これまでのコジロウの手持ちポケモンの内、性別が判明している中では初となる♀ポケモンでもある。頭の棘には強力な毒をもっている。ゲットされてからは、ボールから出てくるたびに愛情表現として頭に張り付くのが定番となっている。
コジロウがサニーゴ型潜水メットで水中探索している所、サニーゴと間違えてくっついてきた。陸まで戻ってきてコジロウの頭に張り付いた際、コジロウの顔が初恋のヒドイデ（色違いの個体）そっくりになった為、そのまま惚れる。
その後、サトシと偶然遭遇した際に自らバトルに加わり、モクローを毒状態にして後一歩まで追い詰めるもキテルグマに一行共々拉致され、キテルグマの巣にてコジロウから協力してくれたお礼としてゲットされた。その後にコジロウの顔はヒドイデそっくりになってしまう。初登場時からサトシのモクローとピカチュウを追いつめたり、リーリエのロコンにダメージを与えたりとバトルの実力は決して低くはない。頭の触手を回転させて空を飛んだり、「ヘドロばくだん」を煙幕代わりに使うこともできる。ゲットされるまでの期間はBW編のデスマスに次いで長いポケモンでもある。
58話にて、初恋のヒドイデ（色違いの個体）と再会し、今ではコジロウが好きだと話し、ビンタした。その理由は、ニャース曰くコジロウと出会う前、ヒドイデが友達の間で流行っているサニーゴの角を探していた時にドククラゲに襲われた際、助けてもらったのだが、その時にヒドイデにサニーゴの角を探すと約束され、後日その場所を通っていたら、ヒドイデが別のヒドイデにサニーゴの角をプレゼントをしていたため、ショックのあまり号泣した。その時はヒドイデは誤解だとし、たまたま別のヒドイデが落としたサニーゴの角を拾ってあげただけと話し、今でもヒドイデへの想いは変わっていないとし、コジロウになつくヒドイデを見て「コジロウがヒドイデをたぶらかしている」と激怒し、ドヒドイデに進化。コジロウはドヒドイデの毒で動けなくなり、いつも通りキテルグマに住処まで連れ戻され、住処で毒の治療をしている際に一度ヒドイデを手放す決意をする。ショックのあまりヒドイデは出ていき、ククイ宅の近くの浜辺でいる所、それを見つけたサトシやククイ、バーネットらに一時的に保護される。その後、浜辺を歩いている際に再びドククラゲに襲われそうになった際にコジロウが現れ、飛びげりで撃退。その際にその場にいたドヒドイデと一緒に暮らすよう勧めるも、今度はドヒドイデがヒドイデを泣かせたコジロウに対し激怒。ヒドイデを巡って争う事になり、バトルを通じてお互い両者和解したが、再びドククラゲがヒドイデとドヒドイデに対して襲ってくる。その際にドククラゲを投げ飛ばしたコジロウに今度はドヒドイデが一目惚れし、今度はヒドイデが嫉妬。両者に追いかけられたが何とか別れずに再びコジロウの元に戻った。
73話では新たに「はたきおとす」を習得。封印が解かれたほしがりラプー（ゲンガー）とのバトルの最中に、クチナシから授けた紫色のZパワーリングの力でZワザを発動し、見事ゲンガーを破った。
アローラリーグ戦ではムサシを勝たせるためにわざと負けようとするコジロウに活を入れ、本気を出しソーナンスに容赦ない攻撃をして勝利した。その後は相変わらずコジロウに愛情表現として張り付いた。2回戦ではグラジオのルガルガンと対戦。相性では勝っていたもののパワーに圧倒され、さらにZワザをZワザで打ち消され敗北する。最終話ではコジロウにアローラ支部を任され、紫のZパワーリングとあくのZクリスタルを預かり、ムサシのミミッキュと共にキテルグマの住処に残った。
PM2で再登場し、キテルグマ親子やミミッキュと共に木の実を集めていた。76話でコジロウと再会を果たし、相変わらず張り付いてヒドイデそっくりにさせた。
「めざせポケモンマスター」の第9話では回想のみ登場。
使用技は「とげキャノン」、「ヘドロばくだん」、「はたきおとす」→「ブラックホールイクリプス」（Zワザ）。

### テレビアニメ第7シリーズから登場したポケモン

#### モルペコ
モルペコ
- 声 - 大谷育江
- 特性：はらぺこスイッチ
- 登場時期：PM2・MPM

PM2の28話から登場。コジロウ初のでんきタイプ。
とことん食い意地が張っており、食べ終わるたびにすぐ食べ物を要求する。「まんぷくもよう」の時は優しい性格だが、「はらぺこもよう」の時は、ロケット団では手に負えない程凶暴な性格になる。小柄ながらもバトルの実力は非常に高く、中でも怒りのパワーから繰り出される「じだんだ」は非常に強力で、サトシのピカチュウやゴウのエースバーンはもちろん、大群で襲って来たアイアントを一撃で圧倒するほどである。
初登場時にガラル地方でムサシ達の食料を食い荒らしていた。終盤で再びムサシ達の前に現れ、食料を要求するも断られため、激怒し「はらぺこもよう」になり、「オーラぐるま」で吹っ飛ばした。その後、ロケット団のアジトに住み着いており、食料を食い荒らすことでロケット団は食糧難に陥る羽目となる。
47話ではクチバシティの大食い大会ではムサシ達と共に絶食し参加。空腹と怒りで徐々に勝ち進むも、決勝戦で満腹になり食事を断念、それでも無理に食べさせようとしたムサシ達に激怒し「オーラぐるま」で吹っ飛ばした。その後、再び空腹になり、ムサシ達がやけ食いしようとしたお菓子を食べようとしていた。
67話では食料確保のためにムサシ達が電気を盗んでモルペコに分けようとしたが、モルペコは本来電気を食べないポケモンなので、興味は無く、その際に盗まれた電気の力でパワーアップしたピカチュウの10まんボルト倍返しによってロケット団諸共ふっ飛ばされた。
70話ではモルペコに食料を食い荒らされる毎日にウンザリしたムサシ達が野生に返そうとしたりゴウにゲットさせようとするが、ことごとく失敗する。その後、ポケモンフーズを配達するトラックに乗ってそのままサクラギ研究所まで運ばれそこでも食料を食い荒らす。翌日、偶然にもショッピングモールでムサシ達と再会し、彼らのバトルに巻き込まれ暴走。そして、ムサシ達を探し回っていたところをコジロウに気に入られて、ゲットされた。
72話では最初から「はらぺこもよう」の状態で登場。サトシが持っていたクッキーを懲りずに食べようとし続けた挙句、ついに空腹が頂点に経ち、コジロウにボールに戻される寸前で、ムサシ達どころかサトシ達まで巻き込んで「オーラぐるま」で吹っ飛ばした。その後、ボロボロのロケット団そっちのけで木の実を食べて満足していた。
「めざせポケモンマスター」では第9話で登場。サカキから送られたコジロウの他のポケモンたちやムサシのポケモンたちとともにロケット団リベンジャーズのメンバーに加わるも、作戦進行中は特に役割を与えられず食料を食べているだけだったが作戦の妨害や失敗に繋がる行為もしなかった。
使用技は「オーラぐるま」、「じだんだ」。

## ゲームへの登場
『ポケットモンスター ピカチュウ』
アニメ版からの逆輸入として、ムサシと共にロケット団の敵トレーナーとして登場。
『ポケットモンスター Let's Go! ピカチュウ・Let's Go! イーブイ』
『ピカチュウ』のリメイク作品。引き続き登場。ドガースとマタドガスを使用する。本作では機械音痴といった描写がある。
『Pokémon GO』
劇場アニメ『劇場版ポケットモンスター ココ』とのタイアップイベントに登場。
『ポケモンマスターズ』
劇場アニメ『劇場版ポケットモンスター ココ』とのタイアップイベントに登場。バディポケモンはマタドガスで、声はアニメと同じく三木眞一郎が担当。